# Замостянский сельсовет
Замостя́нский сельсовет — муниципальное образование со статусом сельского поселения в Суджанском районе Курской области Российской Федерации.
Административный центр — слобода Замостье.

## История
Статус и границы сельсовета установлены Законом Курской области от 21 октября 2004 года № 48-ЗКО «О муниципальных образованиях Курской области».

## Население
| 2002  | 2010  | 2012  | 2013  | 2014  | 2015  | 2016  |
| ----- | ----- | ----- | ----- | ----- | ----- | ----- |
| 3046  | ↘2870 | ↗2932 | ↗2955 | ↗2985 | ↘2951 | ↗2983 |
| 2017  | 2018  | 2019  | 2020  | 2021  |       |       |
| ↗3019 | ↗3030 | ↗3077 | ↘3076 | ↗3229 |       |       |

## Состав сельского поселения
| № | Населённый пункт | Тип населённого пункта          | Население |
| - | ---------------- | ------------------------------- | --------- |
| 1 | Агроном          | хутор                           | →51       |
| 2 | Бондаревка       | село                            | ↘112      |
| 3 | Замостье         | слобода, административный центр | ↘2114     |
| 4 | Мирный           | посёлок                         | ↘305      |
| 5 | Пушкарное        | село                            | ↘288      |